# Serrania Chontaleña
Serrania Chontaleña, också Cordillera Chontaleña, är en bergskedja i centrala Nicaragua. Kedjan separerar de floder som rinner sydväst till Nicaraguasjön från de som rinner österut direkt till Karibiska havet.